# Burchard II van Vendôme
Burchard II van Vendôme bijgenaamd de Kale (overleden in 1028) was van 1023 tot aan zijn dood graaf van Vendôme. Hij behoorde tot het huis Nevers.

## Levensloop
Burchard II was de oudste zoon van graaf Bodo van Vendôme en diens echtgenote Adelheid, dochter van graaf Fulco III van Anjou.
Na de dood van zijn vader in 1023 werd de nog minderjarige Burchard graaf van Vendôme. Omdat hij nog niet in staat was om zelfstandig te regeren, werd hij onder het regentschap geplaatst van zijn grootvader, graaf Fulco III van Anjou.
In 1028 stierf Burchard, toen hij op het einde van zijn adolescentie een pelgrimstocht maakte. Hij was ongehuwd en kinderloos gebleven. Na zijn dood werd het graafschap Vendôme ingenomen door zijn moeder Adelheid. Zij schonk de helft van het graafschap aan Burchards jongere broer Fulco en behield de andere helft voor zichzelf.